# Ligue mondiale pour la liberté et la démocratie
La Ligue mondiale pour la liberté et la démocratie, anciennement Ligue anticommuniste mondiale jusqu'en 1990, plus connue sous son ancien nom anglais World Anti-Communist League et son ancien acronyme (WACL), est une association non-gouvernementale transnationale rassemblant à l'origine plusieurs associations autonomes qui avaient comme dénominateur commun un anticommunisme radical.
Elle a été fondée en 1966, à l'instigation notamment de Chiang Kaï-shek, le chef du Kuomintang et président de Taïwan jusqu'à sa mort en 1975, en vue de fédérer les adversaires du communisme. Elle a perduré après la guerre froide et s'est donné une autre mission, défendre la liberté et la démocratie et, plus prosaïquement, les intérêts diplomatiques de Taïwan.

## Histoire

### Origines et fondation

#### Origines
L'origine de la WACL se trouve dans la volonté de Taïwan et de la Corée du Sud d'étendre au reste du monde la Ligue anticommuniste des peuples d’Asie (Asian Peoples' Anti-Communist League ou APACL),, dans le contexte de la guerre du Viêt Nam et plus globalement de la guerre froide qui oppose le bloc de l'Est, communiste, au bloc de l'Ouest. Depuis sa fondation à Jinhae (Corée du Sud, alors dirigée par Syngman Rhee) en juin 1954 par cinq pays (la Corée du Sud, Taïwan, les Philippines, la Thaïlande et le Sud-Vietnam) et trois territoires (Hong Kong, Macao et les îles Ryukyu), l'APACL s'est étendue à d'autres pays d'Asie de l'Est comme le Japon en 1960, malgré l'hostilité initiale de la Corée du Sud à l'égard de ce pays,, et a attiré des représentants de pays musulmans d'Asie et d'Afrique comme le Pakistan (1957), la Turquie (1957), l'Iran (1959), l'Arabie saoudite (1960), le Maroc ou la Jordanie ainsi que de pays chrétiens d'Océanie tels l'Australie (1957) et la Nouvelle-Zélande (1959). L'APACL s'est aussi rapprochée d'autres réseaux transnationaux anticommunistes, d'autres organisations internationales et de militants anticommunistes d'Amérique et d'Europe, comme le Comité international d’information et d’action sociale (CIAS, qui a succédé en 1956 au Comité international Paix et Liberté), né en Europe, le Bloc des nations anti-bolchéviques (Anti-Bolshevik Bloc of Nations, ABN) de l'Ukrainien Iaroslav Stetsko - l'ABN a son siège à Munich et rassemble des émigrés des « nations captives » (territoires non-russes de l'URSS et pays communistes du bloc de l'Est) établis en Europe, en Amérique et en Océanie -, à partir de 1955,, la Confederación Interamericana de Defensa del Continente (Confédération interaméricaine pour la défense du continent, CIDC), association latino-américaine fondée en 1954, du Brésilien Carlos Penna Botto, amiral à la retraite, et du Mexicain Jorge P. Laurens. Laurens a organisé à Mexico en mai 1954 un congrès destiné à dénoncer l'intervention de l'URSS en Amérique latine, avec l'appui de la CIA,. Toutes ces organisations cherchaient à fonder une organisation mondiale fédérant les multiples associations anticommunistes, parfois rivales.
En 1955, à l'issue d'un congrès anticommuniste à Rio de Janeiro, le Taïwanais Ku Cheng-kang, cofondateur de l'APACL, appelle à la création d'une ligue anticommuniste mondiale. La même année, il conseille à l'ABN de coopérer avec les anticommunistes d'Asie et de chercher à fonder une ligue anticommuniste des peuples du monde. En octobre 1957, les dirigeants de la CIDC et de l'APACL se rencontrent à Taipei pour discuter de la mise en place d'un congrès mondial et d'un programme anticommuniste. Une conférence internationale destinée à préparer ce congrès a lieu en mars 1958, à Mexico. Elle réunit des représentants de la CIDC, de l'APACL, de l'ABN, du CIAS (Alfred B. Gielen délégué général du comité ouest-allemand du CIAS) ainsi que d'une organisation fondée aux États-Unis en 1953 et liée au lobby taïwanais, le Committee of one million against the admission of Red China to the United Nations, évoqua la nécessité de fonder une organisation mondiale et forma le World anticommunist congress for liberation and freedom, mort-né. Son programme oppose le communisme totalitaire au gouvernement démocratique et aux libertés et proclame le refus de toute forme de coexistence pacifique. Des délégués de pays suivants y prirent part : Taïwan, Corée du Sud, Sud-Vietnam, Pakistan, Argentine, Brésil, Costa Rica, Salvador, Nicaragua, Guatemala, Cuba (exilés), Mexique, États-Unis et RFA. Des délégués d'organisations d'exilés d'Europe de l'Est vinrent aussi (Canadian League for Ukraine’s Liberation, Organisation for Defense of Freedoms for Ukraine Inc., Ukrainian Inter-Organisational Committee, Hungarian Liberation Movement, Latvian National Federation in Canada, Council of Free Czechoslovakia, American Friends of ABN and ABN-Canada). Les 15 hommes du comité fondateur sont le Taïwanais Ku Cheng-Kang, L. George Paik, Nguyen Huu Thong, d'Asie, Carlos Penna Botto, Jorge Prieto Laurens et le Chilien Sergio Fernández Larraín (es), d'Amérique latine, Charles Edison, ancien gouverneur du New Jersey, membre du Committee of one million, et Lev Dobriansky, des États-Unis, l'Allemand Fritz Cramer (président du CIAS de 1957 à 1965) et George Dalla, d'Europe, Iaroslav Stetsko et le général hongrois Ferenc Farkas de Kisbarnak (ABN). L'activiste américain Marvin Liebman (en), juif de New York, secrétaire du Committee of one million, qui a pris part à la conférence de l'APACL en 1957, est le secrétaire général, secondé par Francis J. McNamara (États-Unis), le Cubain Salvador Diaz Verson, Ernesto de la Fe (Cuba), Alfred B. Gielen et Inamullah Khan (en), du Pakistan, fondateur et secrétaire général du Congrès musulman mondial et futur fidèle des réunions de la WACL. Mais Marvin Liebman, méfiant à l'égard de Stetsko et Laurens, retire rapidement le Committee of One Million du projet,,,,,,.
En 1960 à Paris et en 1961 à Rome eurent lieu deux nouvelles conférences internationales, organisées notamment par la Française Suzanne Labin, avec des délégués de ces fédérations. Labin a été invitée à Taïwan dès 1957 par le chapitre local de l'APACL. Le CIAS, l'APACL et la CIDC se mettent d'accord sur un protocole d'accord mais l'APACL refuse de le signer et se retire en 1962 de l'accord. Le CIAS envoie des délégués au sommet de l'APACL de 1963 pour convaincre les dirigeants de l'APACL de la nécessité d'une nouvelle conférence et de la constitution d'un bureau de coordination mais leurs divergences ne permettent pas de le mettre en place. En 1962, l'Américain Lev E. Dobriansky, président de l'Ukrainian Congress Committee of America et du National Captive Nations Committee (en) (NCNC), appelle à l'union des mouvements anticommunistes lors d'une visite à Taïwan, à l'occasion du World freedom day organisé par Ku Cheng-kang, alors président de l'APACL,,. 
L'APACL fait notamment parler d'elle en 1960 lorsqu'un des jeunes membres de sa branche japonaise, Otoya Yamaguchi, assassine en public Inejirō Asanuma, le président du Parti socialiste japonais,.
La dixième conférence annuelle de l'APACL a lieu en novembre 1964 à Taipei (Taïwan) et est organisée et présidée par Ku Cheng-kang. Elle reçoit des délégués des pays suivants : Australie, Corée du Sud (Doo Sun Choi, ancien Premier ministre), Hong Kong, Inde (Dahyabhai V. Patel, leader de l'opposition au Parlement indien), Iran, Japon (Iguchi Sadao, ancien ambassadeur), Jordanie, Laos, Liberia, Libye, Macao, Malaisie, Nouvelle-Zélande, Pakistan, Philippines (Cornelio T. Villareal (en), président du parlement), Ryūkyū, Somalie, Thaïlande, Turquie et Sud-Vietnam. Et des délégués ayant le statut d'observateurs : All American Conference to Combat Communism, the American Afro-Asian Educational Exchange, ABN (Iaroslav Stetsko, son épouse Slava, le Hongrois Lajos Katona, représentant de cette association à Taïwan), Assembly of Captive European Nations (en) (ACEN), CIAS, Conférence internationale sur la guerre politique des Soviets (Suzanne Labin), Committee of One Million Against the Admission of Communist China to the United Nations, Free Pacific Association, CIDC, NCNC (Dobriansky), NTS (Narodno troudovoi soiouz ou Union solidariste du travail, une organisation anticommuniste composée de Russes blancs, fondée à Belgrade en 1930) et d'autres observateurs venus d'Europe  - Royaume-Uni, Espagne (Alberto Martín-Artajo, ancien ministre des affaires étrangères de Franco, membre du Centre européen de documentation et d'information/CEDI), France, Italie, Malte, RFA, Suède, Suisse -, d'Afrique (Congo, Kenya), du Moyen-Orient (Arabie saoudite, Liban) et d'Amérique du Nord, Canada et Etats-Unis, tel le professeur de sciences politiques David N. Rowe. L'ancien vice-président et futur président américain Richard Nixon participe à la conférence. Une motion proposée par le Mexicain Laurens de la CIDC mentionne une conférence de 1953 à Mexico appelant à la constitution d'une ligue mondiale anticommuniste et appelle à la fondation d'une telle association; elle est adoptée à l'unanimité,. En novembre 1965, la conférence suivante a lieu à Manille aux Philippines, en présence d'une délégation de l'ABN (notamment Stetsko et son épouse, et l'Indien Rama Swarup, représentant de l'ABN dans son pays) et d'une forte délégation américaine,. L'APACL publie un appel à destination des pays membres de l'ONU s'opposant à l'admission de la République populaire de Chine à l'ONU. Il est signé par les délégués des 20 pays membres présents à la conférence : Australie (Leonard Lewis Bosman, député), Sri Lanka, Taïwan, République du Congo (Léopoldville) (Philibert Luyeye), Hong Kong, Inde (Patel), Iran (Kazemi), Japon (Kitaoka), Kenya (Okwanyo, parlementaire), Jordanie, Corée du Sud (Kwan Soo Park), Laos, Libéria (Nathan Ross, maire de Monrovia), Macao, Pakistan (professeur Mahmud Brelvi), Ryukyu, Somalie, Thaïlande (Vibul Thamavit), Turquie (Tevetoglu) et Sud-Vietnam (Phan Huy Quat). Et par des délégués ayant le statut d'observateurs : d'Argentine (Apeles. E. Marquez), Cuba (Manuel Urrutia Lleó, éphémère ancien président de ce pays en 1959), France (Labin), RFA (Gielen, pour le CIAS), Italie (Lombardo), Liban (Bitar), Madagascar, Malte, Arabie saoudite (Shakeeb Amawi), Espagne (professeur Luis Sánchez Agesta, de l'Université de Madrid), Suède (Horm), États-Unis (Judd, Donald L. Miller, Dobriansky notamment), de l'ABN, de l'ACEN (Brutus Coste, secrétaire général), de la Free pacific association (de Jaegher), du NTS.

#### Fondation en 1966
Les discussions ne débouchent qu'en novembre 1966, à l'occasion de la 12e conférence de l'APACL à Séoul, malgré les hésitations du CIAS, présidé par le Belge Marcel de Roover, banquier à Bruxelles. La conférence est présidée par le général sud-coréen Kim Chung-yul, député et ancien ministre de la défense, élu à l'issue de la conférence secrétaire général de la future WACL. Ku Cheng-kang, président de la branche taïwanaise de l'APACL, est élu président de la WACL. Y participent des représentants de 21 pays ou territoires ayant le statut de membres, dont Cornelio T. Villareal, président sortant de l'APACL, et Ramon D. Bagatsing, des Philippines, l'Indien Rama Swarup, l'Iranien Parviz Kazemi, sénateur et avocat, secrétaire général de l'association des juristes iraniens, le Japonais Juitsu Kitaoka, secrétaire général de la branche japonaise de l'APACL, le Turc Fethi Tevetoglu, sénateur, le Pakistanais Mahmud Brelvi, le Kenyan John Okwanyo, le professeur Vibul Thamavit, de Thaïlande, aux côtés d'observateurs non-membres de l'APACL. Parmi lesquels des représentants d'associations d'exilés : Stetsko de l'ABN, Vaclovas Sidzikauskas, président de l'ACEN, Vladimir Poremsky, président du NTS. Des Américains : Dobrianky, David N. Rowe, de l'American Afro-Asian Educational Exchange, et Donald L. Miller, directeur du All-American Conference to Combat Communism, fondée en 1950. Des Européens : le Belge Marcel De Roover, président du comité belge du CIAS, la Française Suzanne Labin, le Danois Ole Bjørn Kraft, ancien ministre, l'Italien Ivan Matteo Lombardo (it), ancien ministre, vice-président de l'Association du Traité Atlantique, l'Espagnol Martín-Artajo, l'Allemand Theodor Oberländer, ancien ministre, le Suédois Arvo Horm, secrétaire général du Comité de la Baltique (Baltic committee). Des Africains tel le Congolais Philibert Luyeye, président de l'Anti-Communist League of Congo. Des Sud-Américains : l'amiral Carlos Penna Boto, président de la CIDC, le Chilien Sergio Fernandez Larrain, ancien sénateur et ambassadeur en Espagne. Des délégués du Moyen-Orient : le Libanais George Elias Bitar, journaliste, l'écrivain Shakeeb Amawi, d'Arabie saoudite. Ainsi que le jésuite belge établi en Asie Raymond de Jaegher, représentant la Free Pacific Association. Un comité est chargé de rédiger la charte de la future WACL, sous la présidence de la sénatrice (1962-1968) australienne Marie Breen, du parti libéral,,.
La premier sommet annuel de la WACL a lieu du 25 septembre au 29 septembre 1967 à Taipei (Taïwan), marqué par un discours de Chiang Kaï-shek, en présence de 220 représentants d'une dizaine d'organisations internationales, dont les dirigeants de l'ABN, le Danois Kraft, président du tout nouveau European freedom council (EFC) formé en juin et cofondé par l'ABN de Iaroslav Stetsko, accompagné par l'Allemand Oberländer, des représentants de l'American Captive Nations Committee (Lev E. Dobriansky), de l'Américain Walter Judd (politician) (en), ancien parlementaire qui a toujours soutenu Taîwan, président du Committee of One Million to Oppose the Recognition of Red China, de l'Argentin Apeles E. Marquez, président de la Federacion Argentina de Entidades Democracias AntiCommunistas (FAEDA), de délégués du roi d'Arabie saoudite et du pape Paul VI (l'archevêque Lo Kuang). Dans son discours, Ku Cheng-kang, président de la WACL, livre un hymne à la liberté et annonce : « The World Anti-Communist League plans to set up regional organizations in Asia, the Middle East, Africa, Europe, South America and North America ». José Figueres Ferrer, ancien et futur président du Costa Rica, est élu vice-président et le Philippin Jose Ma. Hernandez, ancien secrétaire général de l'APACL, est élu secrétaire général. Ce dernier est un des dirigeants du Mouvement anticommuniste des Philippines (PACOM) depuis les années 1950. Le comité exécutif est complété pour trois années par un Argentin, un Allemand de l'Ouest, un Libyen, un Iranien, Un Sud-Vietnamien et un Canadien. LA WACL est alors composée de représentants de pays (Argentine, Australie, Brésil, Canada, Ceylan, République de Chine, Congo-Brazzaville, Congo-Kinshasa, Costa Rica, République dominicaine, Équateur, Hong-Kong, Inde, Indonésie, Iran, Japon, Jordanie, Kenya, Corée du Sud, Laos, Lesotho, Liberia, Libye, Macao, Malawi, Malaisie, Mexique, Pays-Bas, Nouvelle-Zélande, Pakistan, Paraguay, Pérou, Philippines, Ryūkyū, Arabie saoudite (Hasan Kutbi), Suède, Thaïlande, Turquie, Uruguay, Sud-Vietnam. D'associations internationales : Canadian Anti-Communist League, fondée en 1950, présidée par Patrick Walsh et représentée par Robert N. Thompson, Cantro Anticomunista Rogelio-Benitez, du Paraguay (association formée en 1960 et revendiquant 10 000 membres), Clergymen's Committee on China (États-Unis), du pasteur David C. Head, Diffusion Information Documentaire (DID), de France, dirigée par Jacques Trébile, présidée par Yves Gire (par ailleurs secrétaire général de l'association Una Voce, fondée en 1964 pour la sauvegarde et le développement du latin et du chant grégorien dans la liturgie catholique) et fondée en 1963, Grupo Vanquardia (Pérou), Confédération interaméricaine pour la défense du continent, CIAS, Inter-American Democratic and Social Movement of Costa Rica, World Buddhist Sangha Council, formée au Sri Lanka en 1966. Et de membres associés : Anti-Communist Committee of Nicaragua (CACN), fondé en 1956, de Francisco Buitrago Martinez, Cardinal Mindszenty Foundation (États-Unis, fondée en 1958), Committee to Fight Red Chinese Aggression (CFRCA), d'Inde (fondé en 1942, siégeant à New Delhi, animé par Rama Swarup et présidé par P.V. Patel), Free Pacific Association, Information Center Dossier-Foundation (Pays-Bas), formée à La Haye en 1963, représentée par Joop Zwart et revendiquant 400 membres, Conférence internationale sur la guerre politique des Soviets (International Conference on Political Warfare of the Soviets) de Suzanne Labin, National Freedom Education Center (NFEC, Etats-Unis), Representacion de Cuba en Exilio (RECE), SSV Sieng Seri ou Voice of Freedom (Laos), Federacion Mejicana Anti-communista de Occidente (FEMACO), du Mexique (représentée par son directeur général, Navarro), World Youth Crusade for freedom (États-Unis, organisation fondée en 1965 à Manille lors d'une conférence de l'APACL). D'où quelques polémiques au sujet de leur droit de voter les résolutions entre des groupes qui ne sont que membres associés ou observateurs et d'autres qui sont membres à part entière. D'autres groupes sont cités, comme le Frente feminino civico independiente, du Salvador, fondé en mars 1967. Le Cubain anticastriste Emilio Núñez Portuondo, ancien Premier ministre, annonce la formation prochaine d'une ligue anticommuniste d'Amérique latine, ce qui n'est pas suivi d'effet,,,,,.

#### Ku Cheng-kang, principal animateur de la WACL
Le principal fondateur, organisateur et animateur de la WACL a été le Taïwanais Ku Cheng-kang (en) (1902-1993), membre du Parlement, premier président de l'association puis président honoraire à vie, cofondateur de l'APACL. Il préside aussi l'Association de secours de la Chine libre (Free China Relief Association, FCRA), fondée en 1950,. Ku Cheng-kang (ou Gu Zhenggang), après avoir été ministre en Chine avant 1949, a été brièvement ministre de l'intérieur de Taïwan en 1950 et il fait encore partie des principaux membres du comité central permanent du parti unique de Taïwan, le Kuomintang, dans les années 1970 et 1980,. Le général belge Robert Close, président par deux fois de la WACL, le présente ainsi dans ses mémoires : 

« (...) L'extraordinaire président Ku Cheng-kang, né au début du siècle, membre du comité central du Kuomintang depuis 1940, plusieurs fois ministre et compagnon de Tchang Kaï-Chek, doué d'une incroyable vitalité qu'il extériorisait dans de virulents discours qui soulevaient l'enthousiasme des foules. Il était et resta l'âme de la ligue jusqu'à sa mort à près de 90 ans et, jusqu'à la fin, il ne se départit jamais d'une intransigeance absolue contre le communisme qu'il combattit sans trêve avec une indomptable énergie. »

Ku Cheng-kang correspond avec des membres de la WACL, tels l'Américain d'origine ukrainienne Lev Dobrianski ou le député britannique conservateur Patrick Wall (en).

### Une association de la guerre froide

#### Années 1960
Les conférences suivantes ont lieu en Asie de l'Est ou du Sud-Est : la deuxième conférence en décembre 1968 à Saigon (Sud-Vietnam), la troisième à Bangkok (Thaïlande) en décembre 1969, la quatrième à Kyoto au Japon, en septembre 1970, la cinquième à Manille aux Philippines, en 1971.
Pour la seconde à Saigon vinrent des délégués de cinquante pays, d'Asie (Corée du Sud, Hong-Kong, Inde, Indonésie, Iran, Japon, Malaisie, Pakistan, Philippines, Taïwan, Thaïlande, Turquie), d'Europe (Belgique, Danemark, Espagne, France, Grèce, Italie, Pays-Bas, Norvège, Portugal, Suède), d'Amérique (Canada, États-Unis, Bolivie, Brésil, Chili, République dominicaine, Equateur, Mexique, Nicaragua, Paraguay), d'Afrique (Lesotho, Malawi) et d'Océanie (Australie, Nouvelle-Zélande) et d'une vingtaine d'associations dont l'EFC, branche européenne de facto de la WACL, le CIAS, représenté par Gielen), d'Amérique (Confédération interaméricaine pour la défense du continent/CIADC de l'amiral brésilien Carlos Penna Botto, la Federacion Mejicana Anti-communista de Occidente (FEMACO), du Mexique, l'Anti-Communist League of the Americas (ACLA), le NCNC de Lev Dobriansky, la Christian Anti-Communist Crusade, l'ACEN, le Committee to Fight Red Chinese Aggression), d'Asie : la Free Pacific Association, représentée par J. Kitaoka, de la branche japonaise de la WACL, Reinforcing Evangelist and Aiding Pastors (REAP, Japon) ou la Vietnam Veterans’ Legion, etc. Les Français sont Suzanne Labin et le général Paul Vanuxem. La conférence est ouverte par le président de la République du Viêt Nam, Nguyễn Văn Thiệu. Le Sud-Vietnamien Phan Huy Quát (en), ancien Premier ministre, ancien président de l'APACL, remplace le Taïwanais Ku Cheng-kang (en) comme président de la WACL et fait remarquer dans son discours que Saigon, en pleine guerre du Vietnam, a été choisie pour montrer aux délégués du monde libre « les crimes des communistes » et « les immenses sacrifices des forces du monde libre qui appuient un petit pays dans sa lutte pour maintenir la liberté et la dignité humaine »,.
Pour la 3e à Bangkok vinrent 180 délégués de pays et d'associations : Corée du Sud, Taïwan, Philippines, Sud-Vietnam, Thaïlande, Japon, ainsi que Arabie saoudite, Argentine, Belgique, Bolivie, Brésil, Canada, Colombie, Espagne, France, Grèce, Hong-Kong, Inde, Laos, Liban, Macao, Mexique Nicaragua, Norvège, Nouvelle-Zélande, Paraguay, Suède, Turquie. Pour les associations : ABN, ACEN, CAMDE, CIAS, CIGP (Labin), EFC, Free Pacific association (EFPA), les moonistes de l'International Federation for Victory Over Communism (IFVOC), World Christian Anti-Communist Association, formée à Taïwan en 1969 (et qui s'appelait auparavant l'Asia Christian Anti-Communist Association), Cardinal Mindszenty Foundation, American Committee of Captive nations. Il n'y a pas de représentants des pays suivants : Congo, Jordanie, Kenya, Liberia, Libye, Malaisie, Népal, Pakistan. Le secrétaire général de l'Organisation du traité de l'Asie du Sud-Est (OTASE) donne une allocution. Le nouveau président de la WACL est le général thaïlandais Praphan Kulapichitr,.

#### Années 1970
Du 15 au 20 septembre 1970 se tient la 4e conférence, à Kyoto, au Japon ; elle accueille 231 délégués, dont pour la première fois 60 délégués de la World Youth Anti-Communist League, formée en décembre 1969. La conférence de 1970 est organisée par l'International Federation for Victory Over Communism (IFVOC ou Kokusai Shokyo Rengo), présidée par Osami Kuboki, vice-président du chapitre japonais de la WACL et nouveau président de la WACL. Son association revendique 50 000 membres dont 3 000 militants actifs. Elle remplace à la tête du chapitre japonais de la WACL la Free Asia Association, établie en 1955 par Tetsuzo Watanabe, qui préside le chapitre japonais. Kuboki avait assisté à la conférence de Bangkok et, quelques jours avant celle de Kyoto, est allé en Corée du Sud pour rencontrer le président Park Chung-hee, Lee Hyo Sang, président de l'Assemblée nationale de ce pays, Kim Kye-Won, directeur de la CIA sud-coréenne et Yoon Chi-Young, président du Parti républicain démocratique. L'IFVOC est la branche politique de l'Église de l'Unification (surnommée la secte Moon) du révérend sud-coréen Sun Myung Moon ; elle a d'abord été fondée en Corée du Sud en janvier 1968 puis une branche japonaise a été créée en avril. Son message est politico-religieux. Osami Kuboki (1931–1998) préside d'ailleurs l'Église au Japon de 1964 à 1991. Il a bénéficié de l'appui de Nobusuke Kishi, député et ancien Premier ministre et du soutien de Ryōichi Sasakawa, qui finance la conférence avec les moonistes, en relation avec ce dernier.
Des dirigeants politiques adressent des messages de soutien : Tchang Kaï-chek, le président sud-coréen Park Chung-hee, le président philippin Ferdinand Marcos, Nguyễn Văn Thiệu, le vice-président américain Spiro Agnew, le Premier ministre japonais Eisaku Satō, le Premier ministre australien John Gorton, etc. Le dirigeant de Kawasaki Heavy Industries donne une réception et le Parti libéral-démocrate, au pouvoir, un dîner. Parmi les orateurs figurent l'ancien ministre des finances (1941-1944) Okinori Kaya et le Sud-Coréen Lee Sun-Keun, président de la Yungnam University et directeur de la KACL, ancien ministre. Les orateurs invités de la première réunion sont la sœur cadette de Fidel Castro, Juanita Castro, et Phan Huy Quat, ancien Premier ministre du Sud-Vietnam. Le 20 septembre 1970 a lieu une manifestation avec plusieurs milliers de personnes et des discours du sénateur américain Strom Thurmond, de Ryoichi Sasakawa, de Ku Cheng-kang, nommé président honoraire à vie. Le nombre des membres du comité exécutif passe de 9 à 13,,,,,.
Les 231 personnes ayant pris part à la conférence représentent 67 pays ou associations ayant le statut de membre et 29 pays ou associations ayant le statut d'observateur. Des individus représentent les pays suivants : Argentine (Apeles E. Marquez, président de la Federacion Argentina de Entidades Democraticas Anti-Communistas - FAEDA), Australie, Belgique (Marcel de Roover, président du comité belge du Centre européen de documentation et d'information/CEDI), Bolivie, Brésil (Eudoxia Ribeiro Dantas, présidente de la CAMDE, Campanha da Mulher pela Democracia ou Campagne de la Femme pour la Démocratie), Canada (Robert N. Thompson, président du chapitre canadien de la WACL, député), Chili (Gustave Moenkeberg Barros, député, président de la Free Hungarian Association of Chile), République du Congo (abbé (défroqué) Fulbert Youlou, président du chapitre local de la WACL/APACL, ancien président, en exil), République démocratique du Congo (Jean-Joseph Litho, ministre de l'agriculture), Corée du Sud (dirigeants de la KACL, dont le général Lee Eung-joon, président, et dirigeants coréens de l'IFVC), Costa Rica (Guillermo Castro Escheverria du Movimiento Costa Rica Libre), Danemark (Peter Bergen), Equateur, Espagne (Alberto Martín-Artajo, membre du CEDI), France (général Paul Vanuxem), Grèce, Hong Kong, Inde (Dahyabhai V. Patel, président du chapitre indien de la WACL/APACL, député), Indonésie (Sjamsu Alasjah, président de la branche indonésienne de la WACL/APACL), Iran (Parviz Kazemi, président de la branche iranienne de la WACL/APACL, sénateur), Italie (Ivan Matteo Lombardo), Japon, Jordanie, Kenya (John Henry Okawanyo, député), Laos, Lesotho, Liberia, Libye, Macao, Malaisie (Tan Toh Hong, sénateur), Malawi, Mexique (Alfredo Medina, président du Centro Nacional de Estudio Sociales), Népal, Nouvelle-Zélande (Ronald L. Bailey, député, président de la branche de la WACL et de l'APACL), Nicaragua, Norvège (Tobiorn Jelstad, président de la branche norvégienne de la WACL), Pakistan, Paraguay (Mario Lopez Escobar), Pays-Bas (Joop Zwart, de l'Information Center Dossier-foundation, fondée à La Haye en 1963), Philippines (Ramon D. Bagatsing, président de la branche locale de la WACL), Portugal (le missionnaire jésuite Joaquim de Jesus Guerra, établi à Macao), Pérou, RFA (Theodor Oberländer de l'EFC), Royaume-Uni (Sir Geoffrey Rippon, député conservateur, membre du CEDI, et Geoffrey Steward-Smith), Arabie saoudite (Hassan Mohamed Kutbi, homme d'affaires, ministre du pèlerinage), Somalie, Sri Lanka, Suède (Arvo Norm, président de la branche suédoise de la WACL), Taïwan (Ku Cheng-Kang, président de la branche taïwanaise de la WACL et de l'APACL), Thaïlande (général Praphan Kulapichitr, président de la Free people League of Thailand), Turquie, Uruguay, États-Unis (John M. Fisher, président de l'American Council for World Freedom/ACWF, formé en 1970 et président de l'American security council), Sud-Vietnam (Tran Van Do, ancien ministre des affaires étrangères).
Les associations représentées sont l'ABN (notamment Iaroslav Stetsko et son épouse), la Confédération interaméricaine pour la défense du continent (représentée par le Mexicain Jorge Prieto Laurens, son vice-président), le CIAS (Alfred B. Gielen), la Free Pacific Association (avec Daniel Lyons, son secrétaire général, et Raymond De Jaegher, jésuites), le Committee to Fight Red China Aggression (CFRCA, Rama Swarup), la Cardinal Mindszenty Foundation, des États-Unis, la Federacion Mejicana Anti-communista de Occidente (FEMACO, avec Raimundo Guerrero), le Comite Anti-Communista Nicaragueneese (CACN), la Frente Femenino Civico Independiente (FFCI), les Cubains en exil (RECE), le World Buddhist Sangha Council (WBSC), la World Youth Crusade for Freedom (WYCF, avec David A. Keene, le général Thomas Lane et le professeur Stefan T. Possony notamment), l'Anti-Chinese Communist Committee of Canada, l'Associacao Dos Amigos Das Nacoes Cativas (AANC), l'Asian Christian Anti-Communist Association (ACACA), l'Anti-Communist League of the Americas (Ira H. Latimer), le Captive Nations Week Committee (CNWC), le Committee of One Million Against the Admission of Communist China to the United Nations (Lee Edwards), l'European Freedom Council (avec son président le Danois Kraft), l'Institute de Investigaciones Sociales Y Economicas (IISE), le National Council of Scholars USA (David N. Rowe), Voice of Americanism, la World Christian Crusade du pasteur américain ultraconservateur Billy James Hargis (en), le Conseil international des Églises chrétiennes (International Council of Christian Churches) du révérend américain fondamentaliste Carl McIntire, le CEDI (Georg von Gaupp-Berghausen (de)), l'ACEN, le NCNC (Lev. E. Dobriansky), la Croix-Rouge du Vietnam, etc. Les deux associations françaises représentées sont la Conférence internationale sur la guerre politique (Suzanne Labin) et l'officine anticommuniste de Georges Albertini, qui publie notamment la revue Est & Ouest (nouveau nom du BEIPI). Deux Français, en outre, représentent une association qui se veut européenne, le Centre européen de coordination (European Coordinating Center, ECC), fondé et présidé par un Tchèque réfugié à Paris, Lubomir Hanak, président du comité national tchèque à Paris : ce sont Claude-Henry Leconte, président du conseil de rédaction du Journal du Parlement et Henri Yrissou.
Suzanne Labin témoignera de la ferveur des militants : « 30 000 personnes aux cérémonies officielles, des banderoles et des affiches partout dans la ville dénonçant la Chine et l’Union soviétique ; des centaines de jeunes distribuant des tracts. La plus imposante manifestation tenue dans un pays ne se disant pas officiellement anticommuniste… ».
Ku Cheng-kang assiste en 1972 à une manifestation de l'IFVOC en avril 1972 à Tokyo, à l'instar d'autres dirigeants de la WACL comme l'Indien Rama Swarup, le Thaïlandais Praphan Kulapichitr ou Tetsuzo Watanabe.
La cinquième conférence, à Manille aux Philippines en juillet 1971, a été préparée par une réunion qui s'est tenue en mars dans cet archipel, en présence de douze des treize membres du comité exécutif de la WACL et neuf des dix membres du comité de l'APACL, avec les dirigeants du PACOM (la branche des Philippines), notamment Ramon Bagatsing (en), son président, député et futur maire de Manille, cofondateur de l'APACL et de la WACL, le colonel Ernesto P. Golez et le sénateur Jose Roy (en). Les participants ont été reçus par le président des Philippines Ferdinand Marcos. Le professeur américain David Rowe fait savoir au nom de John Fisher, président de l'American Council for World Freedom (ACWF) que cette association désire adhérer à la WACL. Demandent aussi à adhérer le Foreign Affairs Circle du député britannique conservateur Geoffrey Stewart-Smith (en) et un nouveau groupe allemand dirigé par Oberländer.
La conférence annuelle a lieu en juillet, quelques jours après l'annonce officielle de la future visite de Richard Nixon à Pékin. Elle est présidée par le sénateur J. Roy, nouveau président de la WACL, en présence d'Osami Kuboki, président sortant, de Ku Cheng-kang, du général sud-coréen Lee, du Turc Fethi Tevetoglu, des Américains Walter Judd, Fred Schwartz, président de la Christian Anti-Communism Crusade (CACC), et Rowe, de Francisco Buitrago, du Nicaragua, de l'Allemand Theodor Oberländer, de Iaroslav Stetsko, de Yoshio Iwamura, président de la WYACL, du Philippin Jose Ma. Hernandez, secrétaire général de la WACL, de l'Iranien Parviz Kazemi, du Mexicain Raymundo Guerrero, du Thaïlandais Praphan Kulapichitr, des Français Jacques Trébile et Suzanne Labin, de l'Indien Dayabhai V. Patel, etc. Une manifestation réunit plusieurs dizaines de milliers de personnes, avec des discours de Ku Cheng-kang, du général Lee, de Juanita Castro, de Slava Stetsko,,.
L'American Council for World Freedom a été fondé en février 1970 à Washington par les partisans américains de la WACL tels Lee Edwards, Walter Judd, Fred Schwarz, Stefan Possony, David Rowe ou Fred Schlafly. Parmi les membres du board de l'ACWF figurent aussi Lev E. Dobriansky, dirigeant du NCNC et les moonistes de la branche politique américaine de l'Église de l'Unification, la Freedom Leadership Foundation (FLF), fondée en 1969 et présidée par Neil Albert Salonen (en), dirigeant de la secte Moon aux États-Unis, et Graydon Fefferman, secrétaire général de la FLF.
Des réunions suivantes se déroulent ensuite sur le continent américain : la sixième conférence a lieu à Mexico en août 1972, la septième aux États-Unis, à Washington, D.C., en avril 1974, organisée par l'ACWF, la huitième à Rio de Janeiro au Brésil en avril 1975, organisée par la Sociedade de Estudos Políticos, Econômicos e Sociais (SEPES) fondée en 1971 et présidée par Carlos Barbieri Filho, la onzième une nouvelle fois à Washington, D. C. en avril 1978, avec comme invités les sénateurs James A. McClure et Jake Garn, la douzième à Asunción au Paraguay en avril 1979.
La conférence de 1972 au Mexique est organisée par la FEMACO, présidée par le professeur de droit Raimundo Guerrero, de l'université privée de Guadalajara. Fondée en 1967, avec Prieto Laurens comme président honoraire, la FEMACO rassemble des catholiques conservateurs et traditionalistes et est issue du mouvement Los Tecos, qui remonte aux années 1930,,. Participent à cette conférence Ku Cheng-kang, Stetsko, à la tête d'une nombreuse délégation de l'ABN, dont l'Argentin Martinez Codo, directeur du périodique argentin de cette association et théoricien de la guérilla, le Philippin Jose J. Roy, président sortant de la WACL, Raimundo Guerrero, nouveau président, Praphan Kulapichitr, l'amiral sud-coréen Sohn Won Yi, nouveau dirigeant de la branche coréenne, le Vietnamien Phan Huy Quat, des Latino-américains venus du Venezuela, Costa Rica, Salvador, Colombie, Bolivie, Paraguay, Argentine, Brésil, Cuba (membres d'Alpha 66, qui rassemble des réfugiés cubains et qui affirme avoir envoyé des militants armés à Cuba où se trouveraient des cellules clandestines destinées à libérer Cuba de Castro), Guatemala, Panama, Nicaragua, des délégués de l'EFC avec Ivan Matteo Lombardo, Theodor Oberländer, A. Gielen, Suzanne Labin, le Belge Paul Vankerkhoven, des délégués du Moyen-Orient et d'Afrique. Les délégués les plus nombreux (45) sont pour la première fois Américains, sous la direction du président de l'ACWF, le général Thomas A. Lane, comprenant les universitaires David Nelson Rowe, professeur de sciences politiques à l'Université Yale et Stefan Possony, de la Hoover Institution, Walter Judd, les délégués des associations suivantes : Free Pacific Association, Young Americans for Freedom, the Cardinal Mindszenty Foundation (dont Fred Schlafly et sa sœur Eleanor, qui anime cette association catholique conservatrice), NCNC, Twin Circles Publishing Co (qui publie des périodiques catholiques), World Youth Crusade for Freedom, Council Against Communist Aggression (CACA, fondé en 1951 à Philadelphie), Freedom Leadership Foundation (Neil Salonen et 7 autres délégués). Labin et Judd figurent parmi les orateurs. Dans son discours, Ku Cheng-kang s'en prend aux partisans de l'apaisement à l'égard de l'URSS et de la République populaire de Chine, proclame son refus de toute négociation et dénonce la politique étrangère du président Nixon marquée par l'entrée de la RPC à l'ONU en 1971 et sa visite à Pékin en février 1972,,. La Confédération anticommuniste d'Amérique latine (CAL) est fondée la même année à Guadalajara, à la suite de réunions tenues par Ku Cheng-kang, José J. Roy, Raimundo Guerrero, Rafael Rodríguez López et 49 autres personnes venues de Bolivie, d'Argentine, de Colombie, du Costa Rica, du Brésil, du Guatemala, de Cuba (Alpha 66) et du Mexique. En tant que président de la WACL, Guerrero adresse en octobre 1972 un télégramme au président Nixon lui demandant de poursuivre son appui au Sud-Vietnam. Cette année-là, le secrétariat général permanent des jeunes de la WACL (World Youth Anti-Communist League-WYACL) est établi à Guadalajara et dirigé par le Mexicain Javier Aguilar. Les principales organisations membres sont les exilés cubains d'Alpha 66, la Confederation of Cultural Centers of the Youth du Brésil, les chapitres taïwanais, ukrainiens et américains de la WYACL, le Front anticommuniste d'Espagne, le Youth Movement of National Liberation du Guatemala, l'Alliance anticommuniste d'Italie, la Force des étudiants mexicains (FEM).
La conférence d'avril 1974 se déroule dans un hôtel de la capitale des États-Unis. Elle voit la participation de 300 personnes environ, dont une centaine d'Américains, en présence de Raimundo Guerrero, président sortant de la WACL et secrétaire général de la CAL, de Ku Chenk-Kang et de Stetsko, du général Thomas A. Lane, président sortant de l'ACWF, de Fred Schlafly (avocat de l'Illinois et époux de l'activiste conservatrice Phyllis Schlafly), nouveau président de l'ACWF et nouveau président de la WACL, de Lee Edwards, de Bruce Herschensohn, deputy special assistant du président Richard Nixon, de l'amiral John S. McCain, Jr., du représentant Richard H. Ichord, président du House Committee on Internal Security, de William F. Buckley, Jr., directeur de la National Review. Sont également présents le général Somoza, du Nicaragua, le sénateur chilien Sergio Onofre Jarpa, qui affirme que le coup d'état du général Pinochet contre la « dictature marxiste » d'Allende était légitime, le Japonais Osami Kuboki, Suzanne Labin, d'anciens prisonniers soviétiques et cubains, tel Avraham Shifrin (en), juif réfugié en Israël, qui l'année précédente avait déjà témoigné devant l'Internal security subcommittee du Sénat. Les participants sont reçus par trois parlementaires, le sénateur républicain Jesse Helms et les représentants Philip Crane, républicain, et Clement J. Zablocki, démocrate,,,.
Une conférence aurait dû se tenir en Europe pour la première fois, en septembre 1973 à Londres, sous la direction du président de la branche britannique de la WACL, Geoffrey Stewart-Smith (en), député conservateur, mais elle a été annulée car le gouvernement britannique n'a pas voulu donner de visas aux délégués de Taïwan, dont Ku Cheng-kang.
Au même moment, des tensions internes ont surgi au sein de la WACL, depuis la conférence de Mexico en 1972 et la création cette année-là de la Confédération anticommuniste d'Amérique latine (CAL). Des membres accusent certaines branches d'antisémitisme. Ce sont l'ABN et plus encore la CAL, et sa branche mexicaine, la FEMACO, qui sont mis en cause. Cela provoque le retrait de Stewart-Smith ainsi que des moonistes. Sun Myung Moon rompt explicitement - et temporairement - avec la WACL en 1975.
L'ACWF se retire aussi de la WACL en 1975 et laisse la place à une nouvelle organisation, le Council for American Affairs de Roger Pearson, un Britannique installé aux États-Unis. De même, au Royaume-Uni, le Foreign Affairs Circle de Stewart-Smith s'est retiré au profit de la British League of Rights (en) dirigée par Donald Martin, secondé par Jane Birdwood, Baroness Birdwood (en). Tous deux intègrent en 1975 le comité de l'European freedom council. En octobre 1976, la conférence annuelle de l'ABN de Iaroslav Stetsko, tenue à Manchester, voit la présence de Roger Pearson, de Martin et lady Birdwood mais aussi de dirigeants de l'ACWF, le professeur Rowe et Lee Edwards. Lady Birdwood, qui est hostile à la fois aux communistes et aux immigrés non-blancs, est liée à l'ABN depuis plusieurs années, car elle présidait le comité londonien de la British league for european freedom or cette ligue organisait au Royaume-Uni la  Captive Nations Week rendant hommage aux peuples non-russes de l'URSS sous la coupe de ce pays. Lady Birdwood a participé à plusieurs réunions communes de l'ABN et de l'EFC avant 1974.

Dix ans après sa fondation, en mai 1976, la 9e conférence a lieu à Séoul. Le Sud-Coréen Ben C. Limb, ancien ministre des affaires étrangères (1948-1951) et ancien ambassadeur, notamment à l'ONU (1951-1960), président du chapître sud-coréen de la WACL, est élu président et remplace le Brésilien Carlo Barbieri Filho, président de la Sociedade de Estudos Políticos, Econômicos e Sociais (SEPES). Le premier estime que les communistes sont « a group of brazen-faced gangsters who believe in the philosophy of force and seek to fulfill their desire by taking advantage of unguarded moments and the degeneracy of the Free World people » et le second dénonce la politique de détente américaine menée par le secrétaire d'État Henry Kissinger, trop favorable selon lui au bloc de l'Est : 

« Let us make it clear. The United States has left us alone, and in many cases, turned into our own enemy. Mr. Kissinger and his détente policy constitute the hidden hand of Communism, planning the way to make things easier for our invadors, to hand them with diplomatic acceptance, what is left of the world they once promised to defend. »

 Les autres cadres dirigeants sont Ku Cheng-kang, président honoraire et président de la WACL et de l'APACL à Taïwan, Jose Ma. Hernandez, ancien secrétaire général, WACL counselor, et Woo Yal-seung, nouveau secrétaire général. Ben C. Limb meurt en septembre 1976, à 83 ans, et est remplacé à la tête de la WACL par le général (en retraite depuis 1957) Honkon Lee, ancien chef d'état-major de l'armée sud-coréenne. Ce général est aussi un ancien diplomate : après sa retraite, il a été l'ambassadeur de la Corée du Sud aux Philippines et au Royaume-Uni dans les années 1960. La WACL rassemble alors cinq associations régionales, l'APACL (Asian Peoples' Anti-Communist League), la CAL (Latin American Anti-Communist Confederation), le MESC (Middle East Solidarity Council/Conseil de solidarité de Moyen-Orient) - dont le secrétaire général est le Turc Fethi Tevetoglu -, la NARWACL (North American Regional WACL Organization) - présidée par Roger Pearson - et l'ABN (Anti-Bolshevik Bloc of Nations). L'Europe et l'Afrique envoient des délégués d'associations nationales et internationales,. L'organisation française de la nouvelle droite, le GRECE, est présente par l’intermédiaire de l'Association française de défense de la culture (AFDC), avec Hubert de Mirleau, secrétaire adjoint et membre du conseil d'administration du GRECE. Roger Pearson fait alors partie depuis 1972 du comité de patronage de Nouvelle école, revue du GRECE. Cette dernière organisation s'éloigne ensuite de la WACL.

En janvier 1977, les dirigeants de la WACL se réunissent à Houston pour préparer la future conférence qui doit avoir lieu à Taipei en avril. Sont présents notamment le général sud-coréen Honkon Lee, président de la WACL, Ku Cheng-kang, Pearson, Slava Stetsko qui représente son mari Iaroslav Stetsko, et comme invités un parlementaire américain, Steven D. Symms, de l'Idaho, et le général Daniel O. Graham (en), ancien directeur de la Defense Intelligence Agency. Dix ans après la première conférence de la WACL, Taipei accueille à nouveau un sommet annuel de l'association, en avril 1977, durant cinq jours. 350 délégués de 76 pays et 15 organisations internationales y participent. Le président de Taïwan, Yen Chia-kan, et le vice-président du Guatemala, Mario Sandoval Alarcón (en), qui rend hommage au général chilien Pinochet, assistent à la conférence, comme aussi Otto de Habsbourg, Raymond J. de Jaegher, l'Australien Richard Cleaver ou l'amiral John S. McCain, Jr.. Le communiqué final proclame la conviction dans la « victoire finale des forces anti-communistes » qui amènera « la dignité humaine, la liberté individuelle et l'indépendance nationale » et condamne la politique de la détente. Le dernier jour, une manifestation de masse a lieu au stade de la ville, rassemblant 50 000 personnes,,. Ku Cheng-kang est alors également président de l'Association des organisations civiques de Taïwan. Le périodique officiel de Taiwan affirme que la WACL appuie la campagne de Jimmy Carter pour les droits de l'homme dans le monde et reconnait alors : 

« Zealots and fascists have sometimes given anti- Communism a bad name. Both Hitler and Mussolini established tyrannies under the cover of opposing Communism. McCarthyism became a dirty word in the United States during the 1950s. (...) The anti-Communists of China and Korea - and most of the others of the world are adherents of democracy, not of absolutism. They are not fanatics or extremists. They want a free world and political systems of give and take. They differ from democratic adherents of the United States, for example, only in that they are imminently threatened by the Communists, whereas the Americans are not. Anti-Communists who are constantly under the gun also know something about the Communists that the peoples of North America and Europe may not. (...). »

Cette même année, la troisième conférence de la CAL, organisée par Juan Manuel Frutos, a lieu à Asuncion, en présence de Rafael Rodríguez, secrétaire général de la CAL, Ku Cheng-Kang, du Sud-Coréen Song Hyo Soon, de l'Américain Roger Pearson et du général Gustavo Leigh Guzmán, membre de la junte chilienne. Leurs discours conjuguent un anticommunisme et un anti-impérialisme antiaméricain, hostile à la politique étrangère du président démocrate Jimmy Carter. Le général Gustavo Leigh Guzmán, commandant en chef de l'aviation, y affirme : « Notre anticommunisme n'est pas seulement politique, il est aussi viscéral ». Frutos, futur président de la WACL en 1979, est un homme politique du Parti Colorado et le dirigeant d'un institut agraire, l'Instituto de bienestar rural. Les principaux dirigeants de la CAL en 1979 sont Germán Justo (Argentine), Hernan Landivar Flores et Alfredo Candia (Bolivie); Carlo Barbieri Filho, de la Sociedade De Estudos Politicos Economicos E Socias (Brésil); Gustavo Alessandri (Chili), lieutenant-colonel Alberto Lozano Cleves (Colombie), Bernal Urbina Pinto du Movimiento Costa Rica Libre (Costa Rica); Thomas Reyes Cerda (Repúblique Dominicaine), Cristobal Bonifas Jijon (Equateur), Adolfo Cuéllar (Salvador); Mario Augusto Sandoval Alarcón, du Movimiento de Liberación Nacional (Guatemala), Jean Edouard Bourand, du Mouvement antticommuniste d'Haîti (Haïtí), Héctor Manuel Aguilar (Honduras), Raymundo Guerrero (Mexique), Orlando Montenegro (Nicaragua); José A. de Obaldí (Panamá), Juan Manuel Frutos (Paraguay); Fernando Berckemeyer Conroy (Perou), José Ramos (Puerto Rico); Democratic Organization of Trinidad Tobago (Trinité-et-Tobago); Martin Gutierres (Uruguay), Alejandro Gomez Silva du Venezuela Movimiento Nacionalista (Venezuela).
Dans la seconde moitié des années 1970, la WACL connaît une nouvelle crise interne du fait de la montée en puissance en son sein du penseur Roger Pearson, jugé raciste et antisémite, président de l'association en 1978-1979 - la onzième conférence annuelle a lieu à Washington, D. C. en avril 1978 - et chairman de son chapitre nord-américain et de son chapitre des États-Unis, le Council for American Affairs. L'Ukrainian Congress Committee of America (UCCA) de Lev Dobriansky ne put pas participer à la conférence de 1978 car son président était perçu comme « un sioniste international » et un partisan de la politique « des droits de l'homme » de Carter. Lev Dobriansky, pourtant républicain, a soutenu Jimmy Carter, démocrate, en 1976.
La WACL soutient alors des régimes autoritaires, en Asie et en Amérique latine où la CAL est en relation avec les polices politiques des dictatures latino-américaines et les dirigeants anticommunistes de ces pays. Alfredo Stroessner, dictateur du Paraguay, participe ainsi à la cérémonie d'ouverture de la conférence annuelle de la WACL qui se tient en 1979 à Asunción et reçoit les membres du comité exécutif,. La quatrième conférence de la CAL se tient à Buenos Aires en septembre 1980, avec l'appui du dictateur argentin, le général Jorge Rafael Videla et de son gouvernement. Carter et sa politique des droits de l'homme y sont à nouveau critiqués. Le général Guillermo Suárez Mason, responsable du Bataillon d'intelligence 601, est présent; il intervient ensuite en Bolivie et en Amérique centrale dans le cadre de l'opération Charly.
La WACL se dote d'une sixième organisation régionale, pour l'Europe, avec la fondation en 1979 du Conseil pour l'Europe de la WACL (WACL Council for Europe), appelé plus tard le Conseil européen pour la liberté mondiale (European Council for World Freedom/ECWC), alors qu'il existait depuis 1967 l'European freedom Council (EFC), qui perdure. C'est Theodor Oberländer, président du chapitre allemand, qui préside sa session inaugurale. Il est désigné vice-président de cette organisation dont le secrétaire général est le Danois Henning Jensen. Edgardo Beltrametti est le délégué italien. Il est présidé pendant plusieurs années par le commandant Georges Rombouts, président du chapitre belge de la WACL,.

#### Années 1980
La ligue tient son sommet annuel en juillet 1980, en Europe pour la première fois, en l'occurrence à Genève, en Suisse, pour sa treizième conférence, en présence de 250 délégués, des conseillers nationaux suisses André Gautier et Edgar Oehler, de trois députés du Grand Conseil du canton de Genève, et avec comme orateurs le général belge Robert Close, l'Américain Ray S. Cline, directeur du Centre d'études stratégiques et internationales à l'Université de Georgetown, ancien directeur-adjoint de la CIA, qui critique la politique du président des États-Unis Jimmy Carter, et un ancien ambassadeur d'Afghanistan, qui réclame des armes contre l'armée soviétique qui occupe son pays depuis 1979 et déclare, sous les applaudissements : « Nous nous sommes jurés de nous battre jusqu'à la dernière goutte de notre sang, avec votre aide ou sans votre aide ». L'avocat suisse Pierre Schifferli succède à Juan Manuel Frutos, du Paraguay, à la tête de la WACL, et se réjouit de « l'éveil notable de l'opinion publique du monde de l'Ouest (face à) la menace communiste, et particulièrement la menace soviétique »,,,.
Le premier sommet du Conseil pour l'Europe de la WACL n'a lieu qu'en février 1982 et se tient à Bruxelles, en présence de Ku Cheng-kang, du général Close, d'Arvo Horm, président du chapitre suédois de la WACL, d'Anders Larsson, secrétaire général du Conseil, de Georges A. Rombouts, président du Conseil pour l'Europe, du professeur Woo, Jae-Seung, secrétaire général de la WACL,. Il revendique des représentants dans 17 pays dont la Belgique, le Danemark, la Finlande, la France, la RFA, la Grèce, l'Irlande, l'Italie, le Luxembourg, Malte, les Pays-Bas, la Norvège, le Portugal, l'Espagne et la Suède.
La quatorzième conférence et la vingtième conférence ont lieu une nouvelle fois à Taipei en août 1981 et en août 1987. 358 délégués sont accueillis en 1981 et la conférence est ouverte par un discours du Premier ministre Sun Yun-suan. Y participent Ku Cheng-kang, qui prend la présidence de la WACL, le Suisse Pierre Schifferli, président sortant, le parlementaire américain républicain Philip M. Crane, Mario Sandoval, le sénateur belge social-chrétien Daniel Noël de Burlin, le Japonais Kingo Machimura, ancien ministre, le député libéral australien Allan Rocher, Kojo Amoah, du Ghana, le général américain John K. Singlaub, etc. La politique étrangère du nouveau président américain Ronald Reagan est célébrée,. La conférence de 1987 est ouverte par Ku Cheng-kang, alors octogénaire, le sénateur belge José Desmarets, président sortant, le Japonais Osami Kuboki et le Premier ministre Yu Kuo-hwa. Parmi les assistants, on relève le général Singlaub, Slava Stetsko, des écrivains et journalistes américains, le Cambodgien Haing S. Ngor, survivant des camps des Khmers rouges et acteur du film La Déchirure. Parmi les orateurs figurent des membres de la WACL (Pierre Schifferli, Bernal Urbina Pinto, le général philippin Luis A. Villareal, président du chapitre philippin de la WACL), le parlementaire britannique conservateur John Wilkinson, président depuis le début des années 1980 de l'European freedom Council (EFC), lié à l'ABN, et des invités tels le parlementaire américain du Delaware Earl Hutto, démocrate, le gouverneur républicain de l'Arizona Evan Mecham, le député allemand de la CDU Dieter Weirich, le Saoudien Ahmad Mohammed Jamal, le Brésilien Daso de Oliveira Coimbra, etc. Le président Reagan adresse un message d'encouragement, comme aussi le dictateur du Paraguay Alfredo Stroessner,.
De même, le Japon a accueilli une nouvelle fois une conférence, la 15e, en décembre 1982 à Tokyo. Comme celle de 1970, elle est organisée par le mooniste Osami Kuboki, qui préside dès lors la WACL en 1982-1983. 302 délégués y assistent, dont Stetsko et Singlaub,. Le révérend Moon a alors repris sa croisade anticommuniste et est en relation avec les « faucons » américains ; il a fondé la même année aux États-Unis le quotidien The Washington Times.
Aux États-Unis, Roger Pearson est remplacé à la tête de la NARWACL par le général John K. Singlaub dont la nouvelle organisation qu'il fonde en 1981 à la demande des dirigeants taïwanais et préside, l'United States Council for World Freedom (USCWF), devient la nouvelle branche américaine de la WACL. Le général Singlaub, ancien de la CIA, a commandé en Corée du Sud avant d'être relevé de son commandement en 1977 et d'être limogé en 1978 après avoir publiquement critiqué la politique étrangère du président Jimmy Carter,. Il a participé à la 26e conférence de l'APACL qui s'est tenue en Australie à Perth en novembre 1980. L'USCWF est vice-présidée par le général Daniel O. Graham (en). On trouve des anciens de l'ACWF parmi son conseil d'administration (Lev E. Dobriansky, Stefan Possony) et son comité consultatif (John Fisher, Fred Schlafly),. Singlaub est élu en avril 1982 président de la NARWACL, lors de la troisième conférence de cette organisation, succédant au Canadien Patrick Walsh, en présence de Ku Cheng-kang et de Woo Jae-seung, de Iaroslav Stetsko, du professeur mexicain Rafael Rodriguez, secrétaire général de la CAL, de parlementaires et d'universitaires américains comme David N. Rowe. Le professeur Lev Dobriansky, de l'Université de Georgetown, est élu vice-président. La dix-septième conférence se tient à San Diego (Californie, États-Unis) en septembre 1984 et la dix-huitième à nouveau aux États-Unis, à Dallas au Texas en septembre 1985,.

Au cours des années 1980, durant les deux mandats du président des États-Unis Ronald Reagan, la WACL est liée à l'aile droite du Parti républicain américain et sa branche américaine est mêlée au scandale Iran-Contra et plus encore à l'appui paramilitaire contesté aux Contras contre les sandinistes du Nicaragua. En juillet 1983, Singlaub et Ku Cheng-kang participent à Washington à une conférence et à un dîner coorganisés par le National Captive Nations Committee et le Conservative Caucus, avec plusieurs parlementaires républicains, Iaroslav Stetsko, le député britannique John Wilkinson, un ancien ambassadeur afghan, un dirigeant de l'Union nationale pour l'indépendance totale de l'Angola (UNITA) notamment. Le vice-président George Bush donne une allocation lors du dîner,. En 1984, à l'occasion de la conférence de San Diego, le président Reagan adresse un message de soutien : 

« Aux quatre coins du monde, huit mouvements de résistance anticommunistes sont aujourd'hui actifs. Tous les hommes libres doivent s'unir autour de ceux qui risquent leur vie pour défendre la liberté. La Ligue anticommuniste mondiale a longtemps été à l'avant-garde de ceux qui attiraient l'attention sur la lutte héroïque aujourd'hui menée par les authentiques combattants de la liberté de notre époque. Nancy et moi-même vous adressons nos meilleurs vœux pour de futurs succès. »

Alors que la WACL est décriée, du fait notamment de l'extrémisme de certains de ses membres latino-américains, mexicains notamment, la Confédération anticommuniste d'Amérique latine (CAL) aurait été dissoute en 1983 ou 1984. Elle semble avoir été rebaptisée Alliance démocratique latino-américaine (Alianza Democrática Latino Americana). Ku Cheng-kang se rend en compagnie du secrétaire général de l'APACL à son deuxième congrès, qui se tient en novembre 1985 à Asunción au Paraguay. Son nouveau nom est aussi la Federation de Entidades Democraticas de America Latina (FEDAL).
Au Royaume-Uni, la WACL est aussi réorganisée et représentée à partir de 1982 par une nouvelle organisation, le British Anti-Communist Council (BACC) de Peter Dally et des députés conservateurs Jill Knight et Patrick Wall, remplacé en 1985 par Western Goals UK présidé par le général Walter Walker (British Army officer) (en).
En France, la WACL demeure en relation avec Suzanne Labin, de plus en plus marginalisée au fil des années dans la vie politique française, et est en relation avec Yves Gignac, secrétaire général de l'Association des combattants de l'Union française (ACUF), ancien activiste de l'Algérie française, secrétaire de la branche française de la WACL,.
D'autres sommets de la WACL se déroulent en Europe au cours des années 1980. Au Luxembourg en 1983 et 1986, en Suisse en 1988. Les intervenants de la conférence luxembourgeoise de septembre 1983 sont Ku Cheng-Kang, Pierre Grégoire, ancien ministre et ancien président du Parlement du Luxembourg, le Belge Paul Vankerkhoven, alors député au Parlement européen depuis 1982, vice-président du Mouvement d'action pour l'union européenne à l'instar du nouveau président de la WACL, le général Close, la Française Marie-France Garaud, le dissident soviétique Vladimir Boukovski, le général britannique Walter Walker, l'Américaine Jacquelyn K. Davis, de l'Institute for Foreign Policy Analysis, le Japonais Osami Kuboki, président sortant. Y assistent les généraux américains Singlaub et Daniel O. Graham, le Suédois Arvo Horm notamment. Le Premier ministre et d'autres dirigeants luxembourgeois, annoncés, ne sont pas venus,,,,. Prennent part à celui de septembre 1986 le Belge José Desmarets, ancien vice-Premier ministre, qui accède à la présidence de la WACL, Slava Stetsko, nouvelle présidente de l'ABN à la suite du décès de son mari, Fethi Tevetoglu, Woo Jae-seung, Georges Rombouts de l'ECWF, le général Singlaub, président sortant de la WACL, Ku Cheng-kang, le général Robert Close, et comme invités Joseph Luns, ancien secrétaire général de l'OTAN et ancien ministre des affaires étrangères des Pays-Bas, Marcos Muledzera, du Mozambique, membre du RENAMO ou les Français Pierre de Villemarest et Michel de Rostolan, alors député Front national notamment. Les invités sont parfois divisés sur certaines questions, comme celle de l'Afrique du Sud et de l'ANC,. A Genève, en août 1988, une femme accède à la présidence de la WACL pour la première fois : la conseillère nationale suisse Geneviève Aubry, qui conserve cette fonction jusqu'en 1990. Sont présents le président de la WACL/APACL de Taïwan, Clement C. P. Chang, les généraux Singlaub et Close, Pierre Schifferli, secrétaire général du chapitre suisse, l'ancien président du Sud-Vietnam Nguyễn Văn Thiệu, invité, Adolfo Calero, un des chefs des Contras du Nicaragua, Philippe Malaud, député français du Parlement européen, l'écrivain français Jean-Marie Benoist. Des messages d'encouragement sont adressés par Ronald Reagan, le nouveau président de Taïwan Lee Teng-hui et Alfredo Stroessner. La conférence donne lieu à une manifestation d'associations de gauche, provoquant quelques violences devant l'hôtel où se tient la réunion,,,.
En août 1989, la conférence se tient pour la première fois en Australie, à Brisbane, mais elle est marquée par l'absence de la délégation de Taïwan, qui n'a pas reçu de visas, ce que déplorent des hommes politiques australiens comme John Howard. Au lendemain de la répression contre les manifestations de la place Tian'anmen, la ligue plaide pour l'isolement diplomatique de la République populaire de Chine et des sanctions économiques rigoureuses.

### De la WACL à la WLFD
En 1990, la 22e conférence voit le changement de nom de la WACL et de certaines de ses organisations régionales, au lendemain de la chute du mur de Berlin et de la fin du bloc de l'Est, alors que la guerre froide se termine et que l'Union soviétique est en train d'imploser. Elle a lieu à Bruxelles en juillet et est organisée par le chapitre belge de la WACL présidé par le général Robert Close, ancien sénateur belge et nouveau président de la WACL, et le European Council for World Freedom (ECWC), encore présidé par Georges A. Rombouts, en présence de l'ancien ministre belge social-chrétien José Desmarets et de 250 délégués. La WACL devient la World League for Freedom and Democracy. De même, l'Asian Pacific Anti-Communist League (APACL) devient l'Asian Pacific League for Freedom and Democracy (APLFD) - Woo Jae-seung demeure son secrétaire général -, la NARWACL devient la North American Federation for Freedom and Democracy (NAFFD) mais reste présidée par Robert N. Thompson. L'ECWF est désormais présidé par le Néerlandais P.J.G.A. Ego (alias Prosper Ego (en)), dirigeant de l'Oud-Strijders Legioen, tandis que l'ABN reste présidé par Slava Stetsko, qui a pris la succession de son mari en 1986.
En France, Osami Kuboki, président de la branche japonaise de la WACL, participe à Nice à un cocktail en l'honneur de Jean-Marie Le Pen en compagnie de Pierre Ceyrac, secrétaire général du Mouvement CAUSA  — branche politique de la secte Moon — pour l'Europe.
La vingt-troisième conférence se tient en août 1991 au Costa Rica ; elle est organisée par la FEDAL. Bernal Urbina Pinto, du pays hôte, préside la conférence mais ne devient pas le nouveau président de l'organisation. Une nouvelle charte est adoptée. Autre nouveauté : un président élu pour un mandat plus long, en l'occurrence le Taïwanais Chao Tze-chi, réélu en 1995 et en 2003. Comme Ku Cheng-kang auparavant, il siège au conseil directeur du Kuomintang. Il préside depuis juillet 1989 le chapitre taïwanais de l'association et a accueilli à Taipei son comité exécutif en janvier 1990. Woo Jae-seung est réélu secrétaire général pour 4 ans. Le vice-président de Taïwan assiste à la conférence. Au lendemain de la disparition de l'URSS, le comité exécutif de la Ligue mondiale pour la liberté et la démocratie se réunit à Taïwan en janvier 1992 à l'occasion du World freedom day, avec son président, Tze-chi Chao, Slava Stetsko, le Britannique Andrew V.R. Smith (World Youth Freedom League), Woo Jae-seung (World Freedom Centre de Séoul), P. J. Ego (ECWF), Geneviève Aubry, présidente de l'EFC, Robert Close, Robert Thompson, etc.. Ils inaugurent le nouveau siège de l'association dans cette ville. Le chapitre des Etats-Unis, alors inactif depuis plusieurs années, est reconstitué, sous la direction du général Singlaub et de Walter Chopiwsky, un fidèle de la WACL depuis ses débuts, secrétaire général de la NARWACL depuis une dizaine d'années, membre du comité exécutif du National Captive Nations Committee depuis 1960, dirigeant de ce groupement et de l'Ukrainian Congress Committee of America en Arizona et proche de l'ABN.
Les trois conférences suivantes se tiennent en Europe, dans des villes symboliques. La vingt-quatrième conférence a lieu à Budapest, en Hongrie, en août 1992. La suivante se déroule à Berlin, en octobre 1993. Plus de cent parlementaires allemands assistent à la séance d'ouverture, en présence du Dalaï-lama, qui prononça une allocution. En 1994, c'est à Moscou, ancienne capitale du communisme soviétique, qu'a lieu la conférence annuelle mais plusieurs membres ont protesté contre ce choix et ont boycotté la conférence, comme l'ABN de Slava Stetsko. Les participants à la conférence visitent l'ancienne datcha de Léonid Brejnev, prennent part à un dîner de gala au Kremlin où ils sont accueillis par le maire de Moscou et le chef de cabinet de Boris Eltsine. Les discours officiels louent l'action de l'ancienne WACL. Le chapitre russe de la ligue est alors présidé par l'ancien maire de Moscou Gavriil Popov.
En 1995, la conférence annuelle de la WLFD se tient à New York où elle est reconnue comme une organisation non-gouvernementale par l'ONU. En mai 1996, elle a lieu à Taipei, à l'occasion de la réélection démocratique du président Lee Teng-hui.
Au début des années 2000, un conflit interne a lieu à Taïwan : deux hommes politiques se disputent la présidence de la ligue, Clement Chang, un fonctionnaire du Kuomintang et le fondateur de la Tamkang University, qui prétend avoir été élu régulièrement président en février 1999, et Yao Eng-chi, vice-président du parlement, le Yuan législatif. Le conflit est réglé par l'intervention d'officiels en coulisse, au profit de Yao Eng-chi.
Tseng Yung-chuan, ancien secrétaire général de l'ancien président de Taïwan Ma Ying-jeou (2008-2016), préside la branche taïwanaise de l'association. Il préside à partir de 2018 l'Asian Pacific League for Freedom and Democracy (APFLD). La WLFD est présidée par un autre Taïwanais, Yao Eng-Chi, ancien vice-président de l'Assemblée nationale.
En Allemagne, le chapitre de la WFLD est présidé par un député de la CDU, Axel Fischer,,. Le président de la section française est Michel Hunault.

## Organisation
Le président (chairman) de la WACL est le président du chapitre (chapter) qui organise la conférence annuelle dans son pays, il devient alors automatiquement le président de la WACL jusqu'à la conférence suivante. Quelques présidents ont occupé la présidence pendant plus d'un an : l'universitaire mexicain Raimundo Guerrero (1972-1974), le général américain John Singlaub (1984-1986) et la conseillère nationale suisse Geneviève Aubry (1988-1990), seule femme à avoir présidé l'association. Quelques-uns l'ont présidée à deux reprises ou plus, après un intervalle plus ou moins long, comme le Japonais Osami Kuboki (1970-1971 et 1982-1983), le Belge Robert Close (1983-1984 et 1990-1991) ou le Taïwanais Ku Cheng-kang, par ailleurs président honoraire à vie. À partir de 1991, le président de la WLFD est élu pour un mandat de plusieurs années et il est rééligible.
Les conférences annuelles se composent d'assemblées plénières et de réunions en plus petits comités, spécialisés. Les participants écoutent des conférences, se rencontrent, proposent et votent des résolutions, participent à des déjeuners et des dîners. Il n'y eut pas de conférence annuelle en 1973 et celle de 1989, en Australie, fut incomplète du fait de l'absence de la délégation taïwanaise.
Entre chaque conférence annuelle, le comité exécutif se réunit dans une ville différente chaque année pour des discussions, pour préparer le sommet annuel, entendre la conférence de personnalités invitées. Par exemple, ses membres se sont réunis pour deux jours en novembre 1977 à Honolulu (Hawaï), aux Etats-Unis. Parmi eux Ku Cheng-kang, président honoraire, Roger Pearson, président, le Sud-Coréen Woo Jae-seung, secrétaire général, et des représentants de chapitres nationaux : L. Landing (Autriche), colonel Georges A. Rombouts (Belgique), Carlo Barbieri Filho (Brésil), Yao Chi-ching, général Tan Ying, les professeurs Wu Ping-Chung et Hsu Fu-teh (Taiwan), Don Martin (Royaume-Uni), Osami Kuboki (Japon), général Honkon Lee, professeur Song Moon Soo (Corée du Sud), Nathan C. Ross et Beauford A. Mensah (Libéria), professeur Raimundo Guerrero, professeur Deustua Ramirez Arturo et Maryann Olivares (Mexique), Juan Manuel Frutos, Carlos Podesta (Paraguay), général Alejo S. Santos, Juantia G. Santos, colonel Ernesto P. Golez (Philippines), professeur A. Larson (Suède), général Praphan Kulapichitr, Pramote Kulapichitr, Viwat Visanuvinol (Thaïlande). Des représentants des associations régionales : Iaroslav Stetsko et Slava Stetsko (ABN), Han Lih-wu (APACL), Rafael Rodriguez Lopez, Rosa Maria Corona (CAL), Ahmed Salah Jamjoom, A. S. Jamjoom, Fethi Tevetoglu (MESC), Javier Aguilar, Janad Abassi (WYACL).
Des chapitres locaux de la WACL sont des organisations semi-officielles, liées aux dirigeants du pays (Taiwan, Corée du Sud, PACOM aux Philippines), d'autres sont indépendants mais parfois plus ou moins liés aux dirigeants politiques de leur pays respectif à certains moments, comme aux États-Unis dans les années 1980 ou au Japon, d'autres enfin n'ont aucun lien avec les dirigeants de leur pays et sont des organisations marginales comme en France. La WACL a compté selon les pays des dirigeants d'un parti unique, comme à Taïwan, des militants et des publicistes éloignés du pouvoir politique de leurs pays respectifs, comme en France ou au Mexique, des anciens ministres, des parlementaires, de la majorité ou de l'opposition dans leurs pays respectifs, des notables, des universitaires, des généraux en retraite, des officiers supérieurs et subalternes, des socialistes radicalisés par l'anticommunisme (Labin, Lombardo), des anciens nazis, tel Theodor Oberländer, par ailleurs ancien ministre de la RFA, des néofascistes[réf. nécessaire], d'anciens criminels de guerre, tel le Japonais Ryōichi Sasakawa, qui se présentait comme « le fasciste le plus riche du monde » et qui prétendait que « la ligue anticommuniste mondiale [lui servait] d'instrument », des religieux chrétiens, catholiques et protestants, des moonistes, des musulmans, des bouddhistes.
La WLFD est composée de diverses fédérations régionales créées au fil du temps. Outre le Bloc des nations anti-bolchéviques (Anti-Bolshevik Bloc of Nations, ABN) de l'Ukrainien Iaroslav Stetsko, on relève :
- l'APLFD (Asian Pacific League for Freedom and Democracy), autrefois l'APACL, fondée en 1954, dont l'acronyme a eu plusieurs significations : Asian Peoples' Anti-Communist League, puis Asian Pacific Anti-Communist League). Elle a été soutenue par Tchang Kaï-chek et Park Chung-hee (président de la Corée du Sud de 1963 à 1979); le dictateur des Philippines Ferdinand Marcos, le président du Sud Vietnam Nguyen Van Thieu. Des années 1950 aux années 1990, ses activités ont été principalement financées par quatre pays : Taïwan, Arabie saoudite (membre observateur en 1960 puis membre à part entière en 1971), principal donateur durant les années 1970 et 1980, Corée du Sud et Japon. L'Arabie saoudite a été la première à mettre fin à ses subventions, en 1991, suivie par le Japon en 1996 et Taïwan en 1997. En 2014, 15 chapitres existent encore : Australie, Corée du Sud, Fidji, Guam, Inde, Japon, Malaisie, Myanmar, Nouvelle-Zélande, Palaos, Philippines, Singapour, Thaïlande, Taïwan et le Vietnam (exilés vietnamiens). Un secrétariat permanent a été établi en 1957 à Saïgon, déplacé à Manille de 1965 à 1967, puis à Saïgon à nouveau et enfin à Taipei à partir de 1976[199].
- la WYFL (World Youth Freedom League, issue de l'organisation de jeunesse de la WACL), fondée en décembre 1969.
- la FEDAL (Fédération des entités démocratiques d'Amérique latine), héritière de la Confédération anticommuniste latino-américaine (CAL), fondée en 1972 ;
- la NAFFD (North America Federation or Freedom and Democracy), soit la Fédération d'Amérique du Nord pour la liberté et la démocratie, anciennement la NARWACL (North American Regional WACL Organization) ;
- le MESC (Middle East Solidarity Council) soit le Conseil de solidarité du Moyen-Orient, formé en mars 1975[200] ;
- l'ECWF (European Council for World Freedom), soit le Conseil européen pour la liberté mondiale, formé en 1979 ;
- l'AOFD (African Organization for Freedom and Democracy) ;

La WLFD est présente dans une centaine de pays[réf. nécessaire].

### Présidents
- 1967-1968 : Ku Cheng-kang (Taïwan)
- 1968-1969 : Phan Huy Quát (Sud-Vietnam)
- 1969-1970 : général Praphan Kulapichitr (Thaïlande)
- 1970-1971 : Osami Kuboki (Japon)
- 1971-1972 : Jose Roy (Philippines)
- 1972-1974 : Raimundo Guerrero (Mexique)
- 1974-1975 : Fred Schlafly (États-Unis)
- 1975-1976 : Carlo Barbieri Filho (Brésil)
- 1976-1977 : Ben C. Limb (mort en septembre 1976), remplacé par le général Honkon Lee (Corée du Sud)
- 1977-1978 : Ku Cheng-kang (Taïwan)
- 1978-1979 : Roger Pearson (États-Unis)
- 1979-1980 : Juan Manuel Frutos (Paraguay)
- 1980-1981 : Pierre Schifferli (Suisse)
- 1981-1982 : Ku Cheng-kang (Taïwan)
- 1982-1983 : Osami Kuboki (Japon)
- 1983-1984 : général Robert Close (Belgique)
- 1984-1986 : général John K. Singlaub (États-Unis)
- 1986-1987 : José Desmarets (Belgique)
- 1987-1988 : Ku Cheng-kang (Taïwan)
- 1988-1990 : Geneviève Aubry (Suisse)
- 1990-1991 : général Robert Close (Belgique)
- 1991-1999 : Chao Tze-chi (Taïwan)
- 1999-2001 : Clement Chang (Taïwan)
- 2000- ? :   Yao Eng-chi (Taïwan)

### Propriétés et budget
Outre le siège social de la WACL à Taipei, cédé par le gouvernement taïwanais, avec des installations à Peitou, utilisées à des fins d'entraînement paramilitaire[réf. nécessaire], la Ligue est propriétaire du bloc de bureaux Freedom Center à Séoul ; la KCIA (Korean Central Intelligence Agency, proche de la CIA) appuie en effet de façon importante la WACL sous le régime dictatorial de Park Chung-hee (1963-1979). Les deux États financeraient chacun la WACL à hauteur de 75 000 dollars par mois[réf. nécessaire].
La WACL a aussi été appuyée par la CIA, au moins sous Reagan[réf. nécessaire], et a reçu des fonds de personnes privées d'Arabie saoudite ainsi que de la richissime secte Moon, dont le révérend, Sun Myung Moon, était ami de Sasakawa et membre de la WACL.

### Rôle
La WACL a été essentiellement un forum où les dirigeants d'organisations anticommunistes de nombreux pays, pour la plupart marquées à droite et à l'extrême droite, ont pu se rencontrer, elle a été « un haut lieu de socialisation pour les tenants de (la) stratégie de contre-subversion », où se sont mêlés des intellectuels, des militants et les « réseaux les plus interlopes », partisans d'une ligne dure face au bloc de l'Est.
Ses activités de propagande sont limitées. Elle a disposé d'un périodique mensuel en anglais, Asian outlook, publié à Taïwan,. Le mensuel Replica de la CAL a été publié au Mexique en anglais et en espagnol. Le périodique mensuel de l'ABN, ABN correspondence, a aussi reproduit les messages de la WACL et informé sur son actualité.
Dans la première moitié des années 1980, dans le contexte de ce qui est parfois nommé la guerre fraîche, la WACL est utilisée sous la direction du général John K. Singlaub comme un canal pour aider financièrement les mouvements armés menant un combat contre l'Union soviétique et ses alliés, au Nicaragua, en Afghanistan ou au Mozambique : plusieurs chapitres de la WACL et quelques riches donateurs financent une aide humanitaire et l'achat d'armes,,.

## Relations avec Taïwan
Des dirigeants de la WACL viennent à Taïwan pour prendre part à une manifestation anticommuniste annuelle, la Journée mondiale de la liberté (World Freedom Day). Cet événement commémore chaque 23 janvier l’arrivée à Taïwan, le 23 janvier 1954, de 14 000 soldats des forces communistes chinoises faits prisonniers pendant la guerre de Corée et ayant choisi après l’armistice de Panmunjeom en juillet 1953 de rejoindre les rangs des armées de la République de Chine (Taïwan) plutôt que ceux de l’Armée populaire de libération de la République populaire de Chine de Mao Zedong. Ainsi, en janvier 1968, pour le 14e anniversaire de cette journée, Ku Cheng-kang accueille plusieurs dirigeants ou futurs dirigeants de la WACL de leur pays respectif : Phan Huy Quát (Sud-Vietnam), le professeur Juitsu Kitaoka (Japon), Apeles E. Marquez (Argentine), Kraft (Danemark), Stetsko (ABN), général Lee Eung-joon (Corée du Sud), Ramon D. Bagatsing (Philippines), Dahyabhai V. Patel et Rama Swarup (Inde), Robert N. Thomson (Canada), Fethi Tevetoglu (Turquie), Parviz Kazemi (Iran), amiral Penna Botto (Brésil), Alfred B. Gielen (RFA), etc. Il reçoit en 1972 le Canadien Patrick Walsh, secrétaire général du chapitre canadien de la WACL, en 1973 le Britannique Stewart-Smith, le Mexicain Guerrero ou le Thaïlandais Praphan Kulapichitr, en 1981 le Suisse Pierre Schifferli, président en exercice de la WACL.. Le général Robert Close écrit dans ses mémoires :

« Appartenant au conseil exécutif de la Ligue, j'eus l'occasion de me rendre chaque année à Taipei, lors de la célébration du World freedom day qui rassemblait une bonne centaine de parlementaires du monde entier. Nous étions hébergés au Grand hôtel, gigantesque construction en forme de pagode (...). La proportion de son hall d'entrée vous coupait le souffle et son confort rivalisait avec celui des plus grands palaces mondiaux. Le programme, quasi immuable au fil des ans, comprenait la traditionnelle visite au mausolée de Tchang Kaï-Chek et d'énormes rassemblements de foules au stade municipal où des milliers d'écoliers, munis de panneaux multicolores, faisaient apparaitre dans un synchronisme parfait des slogans célébrant la liberté ou saluant l'apparition des orateurs étrangers. (...) Complété par la visite du bastion de Quemoy, de ses fortifications souterraines (...) et de ses postes d'observation d'artillerie d'où on pouvait contempler la côte toute proche de la Chine continentale, notre séjour nous plongeait dans un monde fascinant par son extraordinaire dynamisme et son indomptable résistance au totalitarisme communiste. (...) L'information politique et économique faisait, bien entendu, partie intégrante du programme et les visites au ministère des Affaires étrangères, à celui des Affaires économiques, sans oublier la réception à la présidence de la République, étaient devenues, après une vingtaine de séjours, un rituel familier. »

Les cérémonies de la « Semaine des nations captives » (Captive Nations week), qui se tiennent la troisième semaine de juillet, permettent aussi d'accueillir des dirigeants d'autres pays de l'association. En 1974, l'Américain Fred Schlafly, président en exercice de la WACL, participe ainsi à une manifestation de masse. En 1975, le Japonais Osami Kabuki y participe également. En 1979, c'est au tour de Juan Manuel Frutos, du Paraguay, d'y participer. Inversement, Ku Cheng-kang a pu se rendre aux États-Unis, à Washington, pour prendre part à la Captive Nations week, notamment en 1969, 1979 et 1983,,,. Elle est fêtée dans ce pays depuis une décision du Congrès et du président Dwight D. Eisenhower en 1959, à la suite de l'action du lobby des réfugiés d'Europe de l'Est, notamment de Lev Dobriansky, qui est en relation avec Ku Cheng-kang.
Des dirigeants de la WACL ont séjourné à Taïwan à d'autres occasions, comme Osami Kuboki en 1971, à deux reprises, Raimundo Guerrero en 1973 et 1974 ou le Belge Paul Vankerkhoven en 1979.
Des militants anticommunistes qui s'intéressent à la WACL se sont aussi rendus à Taïwan, tel le Français Georges Albertini, qui avait rencontré auparavant Tchang Kaï-Check en 1962,. Il publie en 1970 dans sa revue Est § Ouest un texte magnifiant Taïwan en comparaison avec la Chine communiste.
Des réunions du comité exécutif de l'APACL se sont tenues à Taïwan.
La WACL a été un instrument diplomatique et de soft power pour Taïwan. Depuis que Taïwan a été éjecté en 1971 de l'Organisation des Nations unies (ONU) au profit de la République populaire de Chine, la WACL puis la WLFD lui servent à maintenir des liens diplomatiques avec d'autres pays. La tenue de la conférence de la WACL à Asunción en 1979 s'inscrit ainsi dans un contexte de rapprochement entre Taïwan et le Paraguay d'Alfredo Stroessner. Le général Close écrit dans ses mémoires : « En multipliant ces contacts internationaux, la République de Chine essayait de contourner le quasi ostracisme dont elle était l'objet depuis la reconnaissance officielle de la Chine continentale ».
Après la transformation de la WACL en WFLD en 1990, la dimension diplomatique s'est poursuivie. Le choix de tenir la réunion annuelle à Moscou en 1994 a relevé de la politique diplomatique de Taiwan qui cherchait alors à se rapprocher de la Russie de Boris Eltsine. Le chapitre russe de la ligue a été établi par l'ancien maire de Moscou Gavriil Popov, qui s'est rendu à Taïwan dès 1990. Durant la conférence, le président de la ligue a rencontré le Premier ministre russe. En 1995, le président du chapitre russe, Nikolai Zhdanoff-Lutsenko, visite Taïwan en compagnie d'un conseiller du président Eltsine. Le ministère des Affaires étrangères taïwanais continue de financer l'association et d'utiliser le World freedom day, organisé par la WLFD, comme un forum attirant des invités étrangers, notamment des parlementaires,, tels dans les années 2010 les députés français Lionel Tardy ou François Loncle ou bien le député allemand Andreas Mattfeldt.
D'autant que la WLFD est dans les années 1990 et 2000 la seule ONG liée à Taïwan qui soit accréditée auprès de l'ONU,. L'association est en effet reconnue comme une ONG par l'ONU depuis décembre 1993 et obtient le statut consultatif auprès du Comité chargé des organisations non gouvernementales (Department of Public Information/Non-Governmental Organizations, DPI/NGO) de l'ONU. Le département de l'information (DI, qui s'appelle aujourd'hui le Département de la communication globale (en)), créé en 1946, relève du secrétariat des Nations unies. Le statut de la WLFD lui permet de participer aux réunions publiques du Conseil économique et social des Nations unies et de la Commission des droits de l'homme, de proposer des études et d'attirer l'attention de l'ONU sur des sujets qui l'intéressent. En 2017, la conférence qui se tient à Taipei attend des représentants d'une quinzaine de pays, dont l'Inde, l'Indonésie, le Japon, la Malaisie, les Philippines, l'Allemagne, le Royaume-Uni, le Canada, le Mexique, Malte, la Bulgarie, la Serbie. Ainsi que 6 représentants de l'ONU, dont l'Américain Bruce Knotts, président du comité exécutif du département de l'information sur les ONG de l'ONU (NGO/DPI) et directeur de l'Unitarian Universalist United Nations Office. En juin 2019, le forum international de la paix et de la démocratie organisé conjointement par le comité exécutif de la DPI/NGO de l'ONU et la WLFD se tient à Taipei, sur le thème « libre-échange, liberté et démocratie », en présence de Bruce Knotts, d'un parlementaire japonais, d'un parlementaire indien, d'une parlementaire hongroise, de Dennis Rogan, membre de la Chambre des lords et président de la branche britannique de la WLFD, d'un Canadien, président de l'association Tribute to Liberty – Memorial to the Victims of Communism, d'universitaires d'Italie, de Hongrie, de Taïwan, etc.

## Polémiques et controverses
La WACL a été une organisation très controversée, du fait notamment de la présence dans ses rangs ou parmi les invités de ses congrès de personnalités et de militants au passé tout aussi controversé ou aux convictions radicales comme Roger Pearson. Elle est souvent présentée comme une organisation d'extrême droite. Une certaine historiographie, souvent de gauche, met l'accent sans nuances sur certains personnages, tels François Duprat ou l'Ukrainien Iaroslav Stetsko,, sur certains réseaux, sur les liens avec les dictatures militaires d'Amérique latine et d'Asie.
Dans la première moitié des années 1970, l'ABN de Iaroslav Stetsko et plus encore la Confédération anticommuniste d'Amérique latine (CAL), branche latino-américaine de la WACL, sont accusées d'antisémitisme. Un rapport interne de Stefan Possony en 1973 confirme les accusations mais les dirigeants américains de l'American Council for World Freedom (ACWF) n'en tirent pas de conclusion. En revanche, Geoffrey Stewart-Smith (en), dirigeant de la branche britannique de la WACL, adresse ce rapport à toutes les branches de la WACL et s'oppose à l'ACWF en 1974. Les moonistes américains mettent également en cause l'ABN et surtout la CAL, publiquement, dans leur périodique The Rising Tide. En avril 1974, Fefferman, secrétaire général de la Freedom Leadership Foundation (FLF) publie ainsi une lettre ouverte dans laquelle il écrit : « Ce dont nous avons alors besoin, c'est une vision d'un monde unificateur qui inclut à la fois la liberté et dieu. Le sectarisme religieux, racial et national n'a pas de place dans le monde à venir. Nous pensons en outre qu'il n'a pas sa place à la WACL si la WACL entend être une institution significative dans la lutte pour la liberté et la paix ». Au lendemain de la conférence de Washington en 1974, il se félicite qu'une résolution, adoptée à l'unanimité au dernier moment, condamne l'antisémitisme et l'extrémisme, soulignant que les deux associations les plus suspectes, l'ABN et la FEMACO mexicaine, ont voté pour. Pour autant, il souligne que ces deux associations demeurent suspectes et qu'un délégué d'Europe de l'Ouest est un néo-nazi qui a tenu un discours antisémite. Par ailleurs, il note que les groupes adhérents n'ont pas les mêmes objectifs, citant par exemple la distinction entre les anticommunistes nationalistes et les anticommunistes universalistes. Son association se retire de la WYACL (le groupe des jeunes de la WACL) du fait de heurts avec ses membres latino-américains. La FLF fait état après la conférence d'attaques antisionistes sinon antisémites de la FEMACO contre elle et contre l'ACWF, de tensions dès 1972 entre la FEMACO et une autre organisation latino-américaine, plus modérée, catholique également, Sociedad Brasileña de Defensa de la Tradición, Familia y Propiedad (TFP), exclue de la CAL par la FEMACO, du mémorandum de Stefan Possony sur l'antisémitisme au sein de la WACL, diffusé par Stewart-Smith du fait d'un désaccord financier entre lui et la WACL à la suite de l'annulation de la conférence de 1973,.
Le quotidien américain The Washington Post, qui avait passé sous silence la conférence de 1974 à Washington, évoque en 1978 « le spectre fasciste derrière la ligue anti-rouge » (« the fascist specter behind the world anti-red league »),. La même année, le journaliste Frédéric Laurent évoque la WACL dans L'Orchestre noir (Stock) et cite parmi ses membres français, outre Suzanne Labin, le général Paul Vanuxem, Georges Albertini, François Duprat, qui y représente la Ligue canadienne pour la libération de l'Ukraine, l'avocat Georges de Maleville, membre du Front national, le Cercle d'information civique et social dirigé par Gilles de Couessin et Michel Echivart et lié aux milieux catholiques intégristes, l'Union des intellectuels indépendants de Claude Adam, l'Office de formation civique, d'Arnaud de Lassus, autre organisation catholique traditionaliste, héritière de la Cité catholique de Jean Ousset.

Scott Anderson et Jon Lee Anderson, dans Inside The League: The shocking expose of how terrorists, nazis and latin american death squads have infiltrated the World anti-communist league (1986), notent que Roger Pearson a invité pour la conférence de Washington de 1978 l'Italien Giorgio Almirante, l'Autrichien Wilhelm Landig, le Néerlandais C. de Berkelaar. Almirante et l'Espagnol Blas Piñar, dirigeants de partis d'extrême droite, participent à la conférence d'Asuncion en 1979. La présence d'extrémistes n'est cependant pas acceptée par des dirigeants de chapitres européens. Suzanne Labin, présidente de la branche française de la WACL, déclare en octobre 1981 : 

« M. Roger Pearson [...] a été exclu de la WACL en raison de ses activités racistes, et la section française de la WACL [...] a joint ses efforts aux sections belge, suisse, italienne, scandinave, allemande, etc. pour que M. Pearson disparaisse de nos rangs. »

Les médias américains s'intéressent dans les années 1980 à la WACL, à sa branche américaine, au financement d'armes et à ses liens - avérés - avec des dirigeants des Contras comme Adolfo Carero. Le nouveau dirigeant américain de la WACL, le général Singlaub, aurait réussi à lever près de 2 millions de dollars en dehors des États-Unis pour financer l'achat d'armes, après avoir notamment cherché l'appui des chapitres brésilien et argentin de la WACL. Bert Hurlbut, président de la First Texas Royalty and Exploration Co et membre de l'advisory board de l'USCWF, affirme en 1985 avoir voyagé à l'étranger avec le général Singlaub pour trouver des fonds et souligne l'aide apportée par le chapitre français dans cette recherche, selon le Washington Post,.
C'est en 1986 que sort le livre à charge des journalistes Scott Anderson et Jon Lee Anderson, Inside The League: The shocking expose of how terrorists, nazis and latin american death squads have infiltrated the World anti-communist league. Des Américano-Ukrainiens partisans de Stetsko estiment que la référence au nazisme, dans ce livre et dans celui de Russ Bellant, Old Nazis, the New Right, and the Republican Party, diffame les Ukrainiens nationalistes et anticommunistes et paraphrase la propagande soviétique. En 1986-1987, la WACL est présidée par l'ancien ministre belge José Desmarets, reconnu depuis 1982 comme « Juste parmi les Nations » par le mémorial de Yad Vashem de Jérusalem.
En 1986, le général Singlaub assume ses actes et se targue dans l'émission américaine 60 Minutes d'avoir purgé la WACL de ses éléments « nazis, antisémites, fascistes et tueurs », peu nombreux mais qui « contaminaient l'ensemble ». L'année suivante, il reconnait et assume devant une commission d'enquête du Congrès des États-Unis l'appui apporté aux Contras d'Adolfo Calero,. En 1988, il reconnaît dans une conférence de presse tenue à Genève avoir affrété un bateau avec des armes, notamment des fusils AK-47, avec des fonds venant de citoyens, de sociétés privées et d'États. Et il affirme que la branche latino-américaine de la WACL, la CAL, a été dissoute en 1983, à cause de certains articles antisémites publiés par son organe Replica (le pape y avait été accusé d'être juif) ainsi qu'à cause de ses liens avec les escadrons de la mort.
Geneviève Aubry, coorganisatrice de la conférence de la WACL à Genève en 1988, affirme de même, pour répondre aux critiques visant la WACL : « Le général Singlaub a nettoyé la ligue de tous les éléments extrémistes qui avaient pu s'y infiltrer ». Et Pierre Schifferli assume le fait que la WACL finance des programmes de soutien aux guérillas anticommunistes, en Afghanistan, au Cambodge, au Vietnam et au Nicaragua : « Nous ne sommes pas des marchands d'armes, mais nous envoyons des fonds à des résistants anticommunistes, qui connaissent leurs besoins ».

Le général Singlaub reconnait des contacts avec l'organisation CAUSA, liée au révérend Sun Myung Moon, qui a succédé à la FLF des années 1970. Il a participé en 1982 à Séoul à la Conférence des médias organisée par l'Église de ce dernier et le général Daniel O. Graham (en) est à la fois vice-président du chapitre américain de la WACL et vice-président de CAUSA. Singlaub affirme en 1985 : 

« Cela n'est pas un problème pour moi que le chapitre japonais de la WACL soit dirigé par des gens liés à Moon. Ce sont eux qui ont organisé et accueilli la conférence de 1982 à Tokyo. J'y étais avec Kuboki qui, en revanche, n'a pas pu venir l'année dernière à San Diego. Mais cela ne signifie pas une rupture avec les moonistes. D'ailleurs, ses représentants étaient là. Vous comprenez, l'Église de l'Unification a bien meilleure réputation au Japon, où elle peut compter sur l'appui de personnalités respectables, qu'en Corée. Or, je suis très lié aux autorités coréennes actuelles. Le président et le chef d'état-major sont des amis. Or, ils sont convaincus que Moon n'est pas un prophète mais un politicien qui utilise son Église pour influencer ou pour prendre le pouvoir en Corée. C'est pourquoi j'ai demandé qu'aucune organisation affiliée à la WACL n'accepte désormais de financement venant de Moon. »

En Corée du Sud, les moonistes ne sont pas parvenus à prendre la tête du chapitre local de la WACL, contrôlé par des notables liés au pouvoir politique et de plus en plus hostiles à l'Église de Moon. En revanche, Osami Kuboki va être longtemps le président de la WACL et de l'APACL au Japon, où les dirigeants du Parti libéral-démocrate ont adopté les moonistes,.
En 1990, en France, le périodique du MRAP, proche des communistes, évoque la WACL dans un numéro spécial consacré à l'extrême droite, non sans erreurs, approximations et amalgames.
Ultérieurement, en 1994, le général Robert Close affirme que le recrutement originel des Européens a été trop rapide et n'a pas donné lieu à des vérifications de l'honorabilité des nouveaux membres, ce qui a permis l'entrée d'« extrémistes de droite » et même d'anciens nazis. Il rappelle les efforts de la ligue pour exclure ces extrémistes, les siens et ceux du général Singlaub, citant un document de 1983 affirmant leur foi dans les principes démocratiques et provoquant par la suite l'exclusion des Mexicains de la FEMACO. Ces affirmations sont faites dans l'un des périodiques de l'ABN. Il s'en prend dans le même temps aux informations qu'il juge fausses d'Inside the league, diffusées par les médias manipulés selon lui par le KGB, se félicite que la ligue ait pu résister aux attaques de la désinformation soviétique ayant abîmé sa réputation même si elle a été ostracisée par les médias et les milieux gouvernementaux en Europe. Il déplore que des hommes politiques ayant accepté une généreuse invitation des dirigeants de Taïwan n'ont pas voulu se montrer aux conférences de la ligue, du fait de sa réputation ternie.
Des médias rappellent en 2008 les liens passés entre le sénateur américain John McCain, candidat républicain à l'élection présidentielle, et la WACL, soulignant les rapports de cette organisation avec « d'anciens collaborateurs nazis et des escadrons de la mort d'extrême droite en Amérique centrale »,.
Depuis que Taïwan est devenu une démocratie, la ligue a pu être critiquée par des Taïwanais du fait de son passé et de ses liens avec le Kuomintang (KMT), l'ancien parti unique (jusqu'en 1986), et le gouvernement de ce pays. Le Parti démocrate progressiste demande au cours des années 2000 et 2010 à ce que le ministère des Affaires étrangères cesse de subventionner la ligue (900 000 dollars US environ chaque année), en développant les arguments suivants : la ligue, héritage de la guerre froide, est devenue inutile, elle ne serait plus qu'une sinécure pour les dirigeants âgés et en retraite du KMT et ses dépenses de fonctionnement seraient trop élevées, au profit de ses dirigeants,. Le ministère des Affaires étrangères décide en 2017 de maintenir sa subvention malgré ces critiques.